# Buffs Road Cemetery
Buffs Road Cemetery is een Britse militaire begraafplaats met gesneuvelden uit de Eerste Wereldoorlog, gelegen in het Belgische dorp Sint-Jan (Ieper). De begraafplaats ligt 3,4 km ten noordoosten van de Grote Markt in Ieper, vlak bij het eindpunt van de A19. De nagenoeg rechthoekige begraafplaats werd ontworpen door Arthur Hutton en wordt onderhouden door de Commonwealth War Graves Commission. Het terrein is 1.269 m² groot en omgeven door een bakstenen muur. Het Cross of Sacrifice staat centraal aan de ingang. Zo’n 400 m noordwestelijker ligt Track X Cemetery.  
Er worden 289 doden herdacht waarvan 86 niet geïdentificeerde. 

## Geschiedenis
De begraafplaats lag iets ten oosten van een boerderij die Cross Roads Farm werd genoemd. Deze boerderij lag bij het kruispunt van Buffs Road met Admiral’s Road. De begraafplaats werd gestart door gevechtseenheden van vooral de Royal Sussex en de Royal Artillery en werd gebruikt van juli 1917 tot maart 1918, toen  het Duitse lenteoffensief losbarstte.
Er rusten nu 265 Britten (waaronder 67 niet geïdentificeerde), 13 Australiërs (waaronder 9 niet geïdentificeerde), 10 niet geïdentificeerde Canadezen en 1 Zuid-Afrikaan.  Na de wapenstilstand werden nog bijna 90 slachtoffers uit de omliggende slagvelden naar hier overgebracht. De Britse onderluitenant William Edward Balcombe-Brown, die op 29 juni 1915 stierf en begraven was op het kerkhof van Brielen, werd hier later bijgezet. Voor 10 doden werden Special Memorials opgericht omdat hun graven verloren zijn gegaan door artillerievuur. Het lichaam van 1 Belgische soldaat werd naar een andere begraafplaats overgebracht.
In 2009 werd de begraafplaats als monument beschermd.

## Onderscheiden militairen
- J. McAllister, sergeant bij de Royal Engineers ontving de Distinguished Conduct Medal (DCM).
- de sergeanten G. Bate en F. Ifould en de korporaals Sydney John Hooper en William John Dainty ontvingen de Military Medal (MM).